# Ми — Україна+
«Ми — Україна+» — загальноукраїнський телеканал.

## Історія
20 жовтня 2023 року компанія «Стрімлайн медіа» оголосила про те, що подала в Національну раду України з питань телебачення та радіомовлення заявку на участь в конкурсі на вільні місця в мультиплексах «Зеонбуду» для запуску нового каналу загальної тематики з логотипом «Ми — Україна+».
23 листопада телеканал став переможцем конкурсу на отримання ліцензії на мовлення в MX-2 цифрової етерної мережі DVB-T2.
Бенефіціарний власник каналу Ігор Петренко розповів, що «Ми-Україна+» планує показувати програми, фільми і серіали національного та західного виробництва: «Ми вважаємо, що сьогодні вдалий час запропонувати глядачам нове медіа, яке буде задовольняти їх потреби в різноманітному контенті».
10 лютого 2024 року телеканал розпочав мовлення.
21 березня того ж року регулятор зареєстрував телеканал на супутникове мовлення, яке він розпочав вже 25 березня.
З 25 липня 2024 року телеканал перейшов на платну модель дистрибуції.

## Наповнення етеру

### Програми
- Камон!
- Речдок

### Програми власного виробництва
- Білими нитками
- Гра на нервах
- Катастрофи. Шанс вижити
- ОБЖ
- Маніпулятори
- Невідворотнє покарання
- Прокидайся
- Шлях солдата. Мобілізація
- Що не так?
- Лінія фронту (спільно з телеканалом «Армія TV»)
- Режим дна з Микитою Михальовим

### Програми, які транслювались
- Незламні з Оленою Чабак
- Пекучі NEWS (інтегрована в ранкове шоу «Прокидайся»)
- Зловмисники
- Спілка
- Ставки
- Між нами
- Політклуб
- Однією правою
- Розряд
- Шукачі історій

### Серіали

#### Іноземні
- Гаряча точка
- Гострі картузи
- Медики Чикаго
- Мисливці за реліквіями
- Морський патруль
- Надламані
- Охоронець
- Пожежники Чикаго
- Поліцейські вертольотчики
- Пригоди Мерліна
- Льотчики
- Справа Дойлів
- Сталева зірка
- Хадсон і Рекс

#### Українські
- Відморожений
- Країна У
- Країна У 2.0
- Село на мільйон
- Танька і Володька

### Документальні фільми
- ГУР. Битва за море. Всі дороги ведуть в Крим
- Розсекречено. Сватове: хто знищив українську зброю?
- Щит Європи
- Ми були рекрутами

## Ведучі
- Костянтин Лінчевський — ведучий програми «Лінія фронту»
- Богдан Машай — ведучий програми «Лінія фронту»
- Олена Чабак — ведуча програми «Незламні»
- Микита Міхальов — ведучий програми «Режим дна»
- Олексій Душка — ведучий ранкового шоу «Прокидайся»
- Володимир Остапчук — ведучий ранкового шоу «Прокидайся»
- Дар'я Кудімова — ведуча ранкового шоу «Прокидайся»
- Назар Хассан — ведучий ранкового шоу «Прокидайся» і програми «Що не так?»
- Сергій Чернишов — ведучий програми «Невідворотнє покарання»
- Олександр Педан — ведучий шоу «Гра на нервах»

### Колишні ведучі
- Юрій Ткач
- Ксенія Мішина
- Ірина Сопонару
- Кирило Ганін
- Єфим Константиновський

## Мовлення

### Супутникове мовлення
| Супутник         | Стандарт | Частота | Символьна швидкість | Поляризація     | FEC | Формат зображення | Кодування |
| ---------------- | -------- | ------- | ------------------- | --------------- | --- | ----------------- | --------- |
| Astra 4A (4.8°E) | DVB-S    | 12130   | 27500               | вертикальна (V) | 3/4 | MPEG-2            | FTA       |

### Етерне цифрове мовлення
| Канал | Мультиплекс | Стандарт | EPG        | Формат мовлення |
| ----- | ----------- | -------- | ---------- | --------------- |
| 8     | MX-2        | DVB-T2   | Green tick | SD 576i 16:9    |